# Jennifer Meadows
Jennifer Brenda "Jenny" Meadows (ur. 17 kwietnia 1981 w Wigan) – brytyjska lekkoatletka, specjalizująca się w biegach na średnich dystansach.
Na początku kariery biegała także na 400 m. Brązowa medalistka mistrzostw świata w Berlinie (2009) w biegu na 800 metrów. W marcu 2010 sięgnęła po srebrny medal halowych mistrzostw świata w Dosze, a w lipcu po brąz mistrzostw Europy. Rok później, w Paryżu, zdobyła złoty medal halowych mistrzostw Europy. Zwyciężczyni łącznej punktacji Diamentowej Ligi 2011 w biegu na 800 metrów. W 2012 z powodu kontuzji nie wzięła udziału w mistrzostwach Europy i ostatecznie nie znalazła się w składzie Wielkiej Brytanii na igrzyska olimpijskie w Londynie. W 2013 zajęła 4. miejsce na halowych mistrzostwach Europy w Göteborgu. W 2016 wystartowała na mistrzostwach Europy w Amsterdamie, odpadając w półfinale biegu na 800 metrów. W 2017 roku po dyskwalifikacji sztafety rosyjskiej przyznano sztafecie brytyjskiej, w której skład wchodziła również Meadows brązowy medal mistrzostw świata z Berlina.